# ژان روت
ژان روت (انگلیسی: Jean Roth؛ زادهٔ ۳ مارس ۱۹۲۴ - درگذشته نامشخص) دوچرخه‌سوار اهل سوئیس است.